# 聚乙烯亚胺

线性聚乙烯亚胺的结构

聚乙烯亚胺（Polyethyleneimine，PEI）分为线性和分枝状两种，线性聚乙烯亚胺包含的全是仲胺，而分枝状聚乙烯亚胺中有伯胺、仲胺和叔胺基。任何分子量的线性聚乙烯亚胺在常温下是固体，而分枝状聚乙烯亚胺是液体。线性PEI可溶於热水中或低pH的甲醇、乙醇或氯仿中，但不溶於冷水、苯、乙醚和丙酮；聚合物链的一端是甲基，另一端是氨基；熔点为73－75℃；可贮存在室温中。

## 应用

### 附着力促进剂

单体乙烯亚胺的结构

聚乙烯亚胺在细胞培养中可增强黏附力较弱的细胞的黏附力。PEI是阳离子聚合物，细胞外表面的负电荷附着到覆盖有PEI的培养皿底面，为细胞和平板之间提供了更强的附着力。不过，聚乙烯亚胺有很强的细胞毒性。

### 转染试剂
聚乙烯亚胺是历史上继多聚赖氨酸之後发现的第二种聚合物转染试剂。PEI能将DNA缩合成带正电荷的微粒，这些微粒可以黏合到带有负电荷的细胞表面残基，并通过胞吞作用进入细胞。一旦进入细胞，胺的质子化导致反离子大量涌入以及渗透势降低。上述变化导致的滲透膨脹使囊泡释放聚合物与DNA形成的复合物（polyplex）进入细胞质。复合物拆解後，DNA就能自由的融合到细胞核中。PEI有很强的细胞毒性，作用机理分为两种，一种是使细胞膜破碎导致（即刻的）细胞坏死，另一种是在胞吞後导致线粒体膜破碎，最终导致（延迟的）细胞凋亡。
线性PEI可通过水解聚(2-乙基-2-噁唑啉)合成并以jetPEI的名称销售。目前这一代的in-vivo-jetPEI使用定制的聚(2-乙基-2-噁唑啉)复合物作为前体。